# Cerro San Augustín
Cerro San Augustín je název v současnosti neaktivního stratovulkánu, nacházejícího se v centrální části Bolívie, na východním okraji hlavního andského sopečného řetězce. Masiv vulkánu s nadmořskou výškou 4980 m je tvořen převážně andezity a dacity. Není doložen žádný záznam o aktivitě v historické době.